# Argument emocjonalny
Argument emocjonalny – argument odwołujący się do emocji słuchaczy, mający na celu wzbudzić w nich pewne uczucia (np.: żal, gniew, współczucie, itp.).
Przykłady argumentów emocjonalnych:
- argumentum ad misericordiam
- argumentum ad baculum
- argumentum ad personam
- argumentum ad hominem